# Urbino
Urbino er en by i regionen Marche i Italien, med omkring 13.734(2023) indbyggere og ligger på en bakketop i 485 meters højde.
Byen stammer fra romersk tid og havde sin storhedstid i 1400-tallet, hvor hertug Federico di Montefeltro bl.a. lod opføre det store hertugpalads, Palazzo Ducale. Paladset indeholder bl.a. en imponerende kunstsamling med værker af bl.a. Rafael, Giovanni Bellini, Luca Signorelli og Piero della Francesca. I 1626 blev byen en del af pavestaten, og dens betydning aftog. Bl.a. blev et meget stort og rigt bibliotek overført til Vatikanets bibliotek. Byens gamle centrum er særdeles velbevaret.
Rafael blev født i Urbino i 1483 og hans barndomshjem kan besøges. I huset er en del malerier, bl.a. to af Rafael selv.
Den 8 dobbelte MotoGP verdensmester Valentino Rossi er også fra denne by.
Urbino blev i 1998 optaget på UNESCOs verdensarvsliste.
- Wikimedia Commons har flere filer relateret til Urbino

1. 1 2  demo.istat.it (fra Wikidata).